# Packed!
Packed! è il quinto album del gruppo The Pretenders, pubblicato nel 1990 dalla Sire Records.
In questo album, l'unico membro ufficiale del gruppo è Chrissie Hynde, accompagnata da una serie di musicisti tra cui il batterista del precedente album, Blair Cunningham, che però non compare accreditato come membro del gruppo. È di fatto considerato un album solista della Hynde, pubblicato col nome "The Pretenders" per ragioni contrattuali.

## Tracce
1. Never Do That (Chrissie Hynde) - 3:19
2. Let's Make a Pact (Hynde) - 3:18
3. Millionaires (Hynde) - 3:04
4. May this Be Love (Jimi Hendrix) - 2:43
5. No Guarantee (Hynde) - 3:49
6. When Will I See You? (Hynde, Johnny Marr) - 4:54
7. Sense of Purpose (Hynde) - 3:02
8. Downtown (Akron) (Hynde) - 2:43
9. How Do I Miss You? (Hynde) - 4:22
10. Hold a Candle to This (Hynde) - 3:40
11. Criminal (Hynde) - 4:18

## Formazione
- Chrissie Hynde – voce, chitarra

## Musicisti
- Tchad Blake - chitarra
- Billy Bremner - chitarra
- David Rhodes - chitarra
- Mitchell Froom - tastiere
- Dominic Miller - basso
- Will MacGregor - basso
- John MacKenzie - basso
- Tony Robinson - basso
- Duane Verh -basso
- Blair Cunningham – batteria